# Wanda Jackson
Wanda Lavonne Jackson (Maud, Oklahoma, 20 de octubre de 1937) es el nombre real de Wanda Jackson. Es considerada la Reina del Rockabilly  y la primera cantante femenina de rock and roll.
Comienza grabando para Decca Records en 1954; en 1956 firma con Capitol Records y hacia 1960 opta por cantar country y llega el éxito en las listas cuando Capitol lanza en 1958 el tema que le daría fama Let's Have a Party (Hagamos una fiesta).

## Ascenso a la fama
Jackson aún estudiaba la escuela secundaria cuando el cantante de música country Hank Thompson la escuchó cantar en el show de una estación de radio local en Oklahoma y le pidió grabar con su banda. Pronto conocería a Elvis Presley, quien la animó a dirigir sus pasos de cantar música country y gospel, música que interpretaba desde la infancia, a intentar cantar rock and roll. Pronto desarrollaría su especial y explosivo estilo de voz que le permitió trabajar diversos géneros, desde canciones folk tradicionales hasta sugestivas baladas.
Ha sido una cantante prolífica, con temas como Fujiyama Mama (1957), nueva versión del tema original en ritmo jump-blues que había sido grabado por la artista Annisten Allen en 1955 y que contenía referencias a la Segunda Guerra Mundial y los bombardeos de Hiroshima y Nagasaki. Curiosamente, la canción fue #1 en Japón.
Su máximo hit fue Let's Have a Party de 1958, que le otorgó un lugar en la historia de la música pop.

## Reina delrockabilly
Jackson logró un gran y continuo éxito en Europa, Asia y Australia, pero nunca tuvo ese mismo nivel de fama en su nativo Estados Unidos. Viajó en giras al lado de pioneros como Elvis Presley, Jerry Lee Lewis y Buddy Holly, fue nominada en dos ocasiones al premio Grammy, distinguida como Hija Predilecta en Oklahoma, incluida en el Salón de la Fama de la Música ''Country'' de Oklahoma, el Salón de la Fama del ''Rockabilly'', el Salón Internacional de la Fama, el Salón de la Fama Internacional de la Música Gospel y el Salón de la Fama de la Música Country en Alemania, en el 2009 se le incluyó en el Salón de la Fama del rock and roll en el rubro de «influencia temprana», pero permanece ausente de manera notable en el Salón de la Fama de la Música Country.

## Carreracountry
Las primeras grabaciones de Wanda efectuadas en el sello Decca eran temas de estilo country confeccionadas al lado de la banda de Hank Thompson, una de las cuales You Can't Have My Love, un dueto con el líder de la banda, Billy Gray, logró estar entre las diez primeras de la lista de popularidad en 1954. En 1956 hizo su debut como solista en Capitol Records con I Gotta Know el cual solo apareció una semana en listas en el mismo año. Pasarían cinco años para que reapareciera en las listas de popularidad de la música country.
Al comienzo de 1961, la carrera de Jackson comenzó a enfilarse al estilo country más que al rock and roll. Ello comenzó con su tema Right or Wrong (Bien o mal en versión de Los Rocking Devils) que también fue un éxito en la música pop logrando la posición treinta. Su siguiente sencillo de 1962, In The Middle Of A Heartache estuvo también dentro del Top Ten Country y también posición treinta en las listas pop. A través de la década de los sesenta y a principios de los setenta, Jackson no salió de las listas de popularidad country con temas como Tears Will Be The Chaser For Your Wine (1966), Both Sides Of The Line (1967), A Girl Don't Have To Drink To Have Fun (1968), A Woman Lives For Love (1970) y muchos otros. Nunca abandonó completamente sus raíces como cantante de rock and roll, dado que dentro de cada álbum de música country iba una canción al ritmo de rock and roll. Fue también la primera cantante de country que grabó un álbum en vivo. En 1966 logró un éxito #1 en Alemania en un idioma extranjero con el tema "Santo Domingo» interpretada en alemán en su totalidad.
Jackson y su esposo y mánager, Wendell Goodman, abandonaron la música secular en 1971, y transcurrieron los siguientes 25 años interpretando gospel en distintas iglesias. Wanda también ha grabado álbumes bajo esta modalidad musical con gran notoriedad.

## Actualidad
En 1995, Jackson fue invitada por la cantante de alt-country, Rosie Flores para cantar a dueto en un álbum reciente. Ambas, complacidas por los resultados, decidieron unirse para actuar en diversos clubes, que se extendieron a una gira de cinco semanas por Norteamérica. Jackson, gratamente sorprendida, descubrió que sus canciones y ella misma eran conocidas por nuevas generaciones de fanes del rockabilly con una edad como la de sus nietos, por lo que pronto integraría su propia banda y regresó a actuar en clubes y festivales en donde continua actuando.
El mismo año (y el año anterior) Jackson grabó en Europa con un grupo danés llamado The Alligators (Los cocodrilos)
En años recientes, Jackson ha grabado al lado de artistas como The Cramps, Lee Rocker, Dave Alvin y Elvis Costello. El 2006 vio el lanzamiento de un nuevo álbum de Jackson intitulado Remember Elvis (Recordando a Elvis). También hizo aparición —como invitada— en el álbum de su amiga de toda la vida, Norma Jean's (2005), cantando a dueto con Norma e interpretando una canción biográfica de la autoría de Debbie Horton llamada "Pretty Miss Norma Jean».
El 16 de agosto de 2007, Wanda dio un recital en Europa como invitada especial de las estrellas de rock neerlandesas, René Shuman y Angel Eye. Ello fue durante el 30.º Concierto Memorial dedicado a Elvis Presley. Más de 7500 personas observaron el show titulado "Elvis and more».
Para inicios del año 2011, Jackson graba un nuevo disco de la mano del cantante y guitarrista Jack White, convirtiéndose en una de sus mejores colaboraciones, el álbum The party ain´t over ha recibido muy buenas críticas por parte de los medios y público en general, dejando actuaciones en vivo muy vibrantes, típico del guitarrista y polifacético instrumentista. El álbum se realizó bajo el sello discogràficoThird Man Records del propio Jack White, utilizando nuevas y excéntricas estrategias de mercadeo. 
El 5 de febrero de 2011, Wanda actuó como artista invitada en el festival de música rockabilly «Rockin' Race Jamboree», que se celebra en Torremolinos (Málaga), en España.

## Discografía

### Sencillos
| Año  | Sencillo                                            | U.S. Country Singles | U.S. Pop Singles | Album                                  |
| 1956 | "I Gotta Know"                                      | 15                   | -                | Greatest Hits                          |
| 1958 | "Let's Have a Party"                                | -                    | 37               | Let's Have a Party                     |
| 1960 | "Funnel of Love"                                    |                      |                  | '                                      |
| 1961 | "In the Middle of a Heartache"                      | 6                    | 27               | Greatest Hits                          |
| 1961 | "Right or Wrong"                                    | 9                    | 29               | Greatest Hits                          |
| 1962 | "If I Cried Every Time You Hurt Me"                 | 28                   | 58               | Greatest Hits                          |
| 1962 | "A Little Bitty Tear"                               | -                    | 84               | Right or Wrong                         |
| 1964 | "The Violet and a Rose"                             | 36                   | -                | Country Classics                       |
| 1966 | "Because It's You"                                  | 28                   | -                | Country Classics                       |
| 1966 | "This Gun Don't Care"                               | 46                   | -                | Tears Will Be the Chaser For Your Wine |
| 1966 | "The Box It Came In"                                | 18                   | -                | Greatest Hits                          |
| 1967 | "Both Sides of the Line"                            | 21                   | -                | Greatest Hits                          |
| 1967 | "My Heart Gets All the Breaks"                      | 51                   | -                | Tears Will Be the Chaser For Your Wine |
| 1967 | "Tears Will Be the Chaser For Your Wine"            | 11                   | -                | Tears Will Be the Chaser For Your Wine |
| 1967 | "You'll Always Have My Love"                        | 64                   | -                | Tears Will Be the Chaser For Your Wine |
| 1968 | "By the Time You Get to Phoenix"                    | 46                   | -                | Tears Will Be the Chaser For Your Wine |
| 1968 | "Little Boy Soldier"                                | 46                   | -                | Tears Will Be the Chsser For Your Wine |
| 1968 | "My Baby Walked Right Out On Me"                    | 34                   | -                | Country Clssics                        |
| 1968 | "A Girl Don't Have to Drink to Have Fun"            | 22                   | -                | Country Classics                       |
| 1969 | "I Wish I Was Your Friend"                          | 51                   | -                | Tears Will Be the Chaser For Your Wine |
| 1969 | "If I Had a Hammer"                                 | 41                   | -                | Tears Will Be the Chaser For Your Wine |
| 1969 | "My Big Iron Skillet"                               | 20                   | -                | Country Classics                       |
| 1970 | "Two Separate Bar Stools"                           | 35                   | -                | Country Classics                       |
| 1970 | "Who Shot John"                                     | 50                   | -                | Tears Will Be the Chaser For Your Wine |
| 1970 | "A Woman Lives For Love"                            | 17                   | -                | Greatest Hits                          |
| 1971 | "Back Then"                                         | 25                   | -                | Greatest Hits                          |
| 1971 | "Fancy Satin Pillows"                               | 13                   | -                | Greatest Hits                          |
| 1972 | "I Already Know (What I'm Getting For My Birthday)" | 35                   | -                | Country Classics                       |
| 1972 | "I'll Be Whatever You Say"                          | 57                   | -                | Tears Will Be the Chaser For Your Wine |